# Iberocypris palaciosi
Iberocypris palaciosi é uma espécie de peixe actinopterígeo da família Cyprinidae.
Apenas pode ser encontrada na Espanha.
O seu habitat natural são os rios.
Esta espécie está ameaçada por perda de habitat.